# Soheil Vahedi
Soheil Vahedi (in persiano سهیل واحدی‎; Teheran, 15 marzo 1989) è un giocatore di snooker iraniano.

## Carriera
Dopo aver perso la finale del World Amateur Under-21 Championship nel 2009, Soheil Vahedi diventa il campione del mondo dilettanti nel 2016, risultato che gli vale un posto tra i professionisti per l'inizio della stagione 2017-2018. Nella sua annata d'esordio raggiunge, al massimo, il terzo turno nel Gibraltar Open. Nel 2019-2020 l'iraniano arriva agli ottavi al Welsh Open, dopo aver battuto Thepchaiya Un-Nooh, Si Jiahui e Jack Lisowski, prima di essere sconfitto da Ronnie O'Sullivan.

## Ranking
| Stagione  | Ranking iniziale | Ranking finale |
| --------- | ---------------- | -------------- |
| 2017-2018 | Non classificato | 112            |
| 2018-2019 | Non classificato | 103            |
| 2019-2020 | Non classificato |                |